# Alfredo Pieroni
Alfredo Pieroni (Trieste, 14 maggio 1923 – Trento, 28 settembre 2011) è stato un giornalista e scrittore italiano, direttore de il Resto del Carlino dal marzo 1975 al marzo 1977.

## Biografia

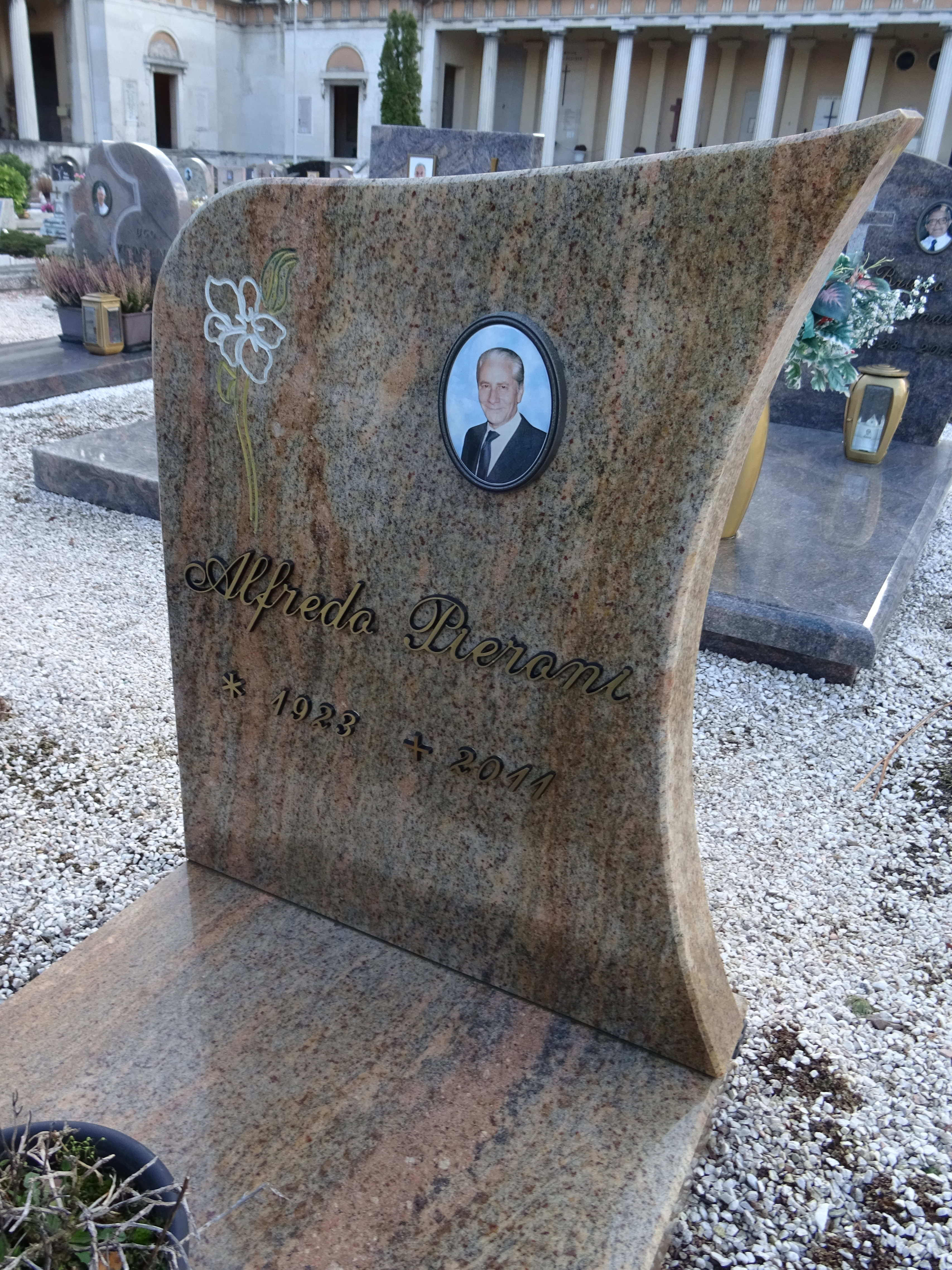
La tomba nel cimitero monumentale di Trento

Nato a Trieste nel 1923, si trasferisce a Roma con la famiglia, dove completa gli studi diplomandosi. Inizia a lavorare come reporter al Corriere della Sera, al Resto del Carlino e alla Gazzetta del Popolo.
Si trasferisce a Bonn e poi a Londra come corrispondente de La Settimana Incom illustrata; lì nel 1958 conosce Oriana Fallaci, con la quale instaura una relazione sentimentale. Tornato in Italia, tra il 1975 e il 1977 è direttore del Resto del Carlino.
Pieroni muore nel 2011 ed è sepolto nel cimitero monumentale di Trento.

## Opere principali

### Saggistica
- Alfredo Pieroni, Dizionario degli italiani che contano, Milano, Sperling & Kupfer, 1986.
- Alfredo Pieroni, E se USA e URSS si alleassero?, Milano, Sperling & Kupfer, Collana "SAGGI", 1988.
- Alfredo Pieroni, I russi. L'anima e la storia di un popolo, Milano, Mondadori, 1992.
- Alfredo Pieroni, Perché le sinistre non vinceranno mai più a meno che, Milano, Longanesi & Co, 1996.
- Alfredo Pieroni, Austria infelix. Grandezza e decadenza della dolce Vienna dall'impero asburgico a Haider, Milano, Biblioteca Universale Rizzoli, 2000. ISBN 9788817175081
- Alfredo Pieroni, Il figlio segreto del Duce. La storia di Benito Albino Mussolini e di sua madre, Ida Dalser, Milano, Garzanti, 2006. ISBN 9788811600503 [4]